# Sunset Thomas
Sunset Thomas, pseudonimo di Diane Fowler (Sikeston, 19 febbraio 1972), è un'ex attrice pornografica statunitense.
Nel marzo 1996 è stata Pet of the Month per la rivista Penthouse e nel 1998 è in lizza come Pet of the Year. Dal 2001 è membro della Hall of Fame dell'AVN. Ha affermato che il nome "Sunset" ("tramonto") le fu ispirato da un commento dell'allora marito Zachary Adams che una volta le disse: «Sai una cosa, tesoro? Sei bella come un tramonto»; Thomas, invece, saltò fuori dal nulla mentre pensava a un cognome che si abbinasse bene a Sunset.

## Biografia
Nata a Sikeston, nel Missouri, la Thomas cambiò spesso residenza durante l'infanzia, visse con la famiglia in diversi stati, inclusi la Virginia, la Georgia, il Texas, e il Tennessee. Passò gran parte della sua adolescenza a Daytona Beach, Florida. In Florida divenne una teenager ribelle, trascurando la scuola e i libri per prendere il sole in bikini sulle assolate spiagge della zona. Non riuscì a diplomarsi e sviluppò una pesante dipendenza dalla metanfetamina. Perse la verginità all'età di quindici anni ed ebbe il suo primo rapporto omosessuale con una sua compagna di stanza all'età di diciassette anni.
Dopo le superiori, si trasferì a Fort Lauderdale, dove praticò svariati lavori, tra i quali, la modella. A Fort Lauderdale incontrò l'aspirante attore porno Zachary Adams. Zach e Sunset divennero amici, e presto si innamorarono l'uno dell'altra. Cinque mesi dopo, si sposarono e partirono alla volta di Los Angeles, dove entrambi avrebbero trovato fama e denaro come pornostar, usando il cognome Thomas. Sunset girò il suo primo film porno a diciotto anni, apparendo in Mr. Peeper's 25th Anniversary insieme a suo marito e ad un altro uomo. Ma ben presto divenne una professionista ricercata e l'attrice favorita dal regista Michael Ninn, vincitore di parecchi premi del settore, che fece di lei la star dei suoi epici Latex, Shock, Sex, e Sex 2.
Sunset Thomas è la zia della pornostar Sunrise Adams e durante una visita alla nipote la convinse a intraprendere la carriera di attrice hard. Sunset Thomas si separò dal marito alla fine del 2001 e, nel 2002, strinse amicizia con il presentatore di talk show Howard Stern. Lo stesso anno, si trasferì a Carson City, Nevada, per iniziare a prostituirsi nella famosa casa di appuntamenti Moonlite Bunny Ranch. Il 2002 vide anche la Thomas parlare pubblicamente della sua vita sessuale in un documentario dell'HBO intitolato Cathouse, e nel 2003, apparve nel seguito dello stesso. Nel febbraio del 2005 annunciò che non avrebbe più lavorato come prostituta. Da allora ha aperto diversi strip club in Nevada e in Arizona.
Nel 2005 la Thomas partecipò al documentario Pornstar Pets e fece un'apparizione nella serie TV Maury. L'episodio si intitola I Was An Ugly Teen... Now I'm a Hot, Sexy 10! Nel 2006 la Thomas ottenne il suo programma personale sulla radio KSEX, intitolato Sunset After Sunset, che va in onda tutti i giovedì alle 21. Nel 2007 apparve al Montel Williams Show insieme al fidanzato, Kent, per discutere della sua carriera di pornodiva e del suo ruolo di madre. Il 16 gennaio 2008, apparve anche al Tyra Banks Show con l'attuale marito, Kent, per parlare della sua dipendenza dal sesso e del suo desiderio di girare un ultimo film porno, nonostante avesse promesso al consorte di terminare la carriera dopo il matrimonio.
Nel giugno 2007 Sunset Thomas ha firmato un contratto con la Vavoom Media. Attualmente ha un reality show in produzione (Sunrise to Sunset) e un altro show radiofonico (The XXXtra Point). La Vavoom Films sta producendo il suo film hard finale (Into the Sunset) e la Larry Flynt Productions si occuperà della distribuzione dello stesso. Da segnalarsi è che il film non solo sarà l'ultimo della sua carriera, ma che Sunset ha anche personalmente scelto un fan per recitare insieme a lei nell'ultima sua scena di sesso sullo schermo. Nell'aprile 2010 Sunset Thomas è stata introdotta nella XRCO Hall of Fame mentre nel 2001 era stata inserita in quella degli AVN.

## Riconoscimenti
- AVN Awards
  - 2001 - Hall of Fame
- XRCO Award
  - 2010 - Hall of Fame[10]
- Altri riconoscimenti
  - Penthouse Pet of the Month marzo 1996

## Filmografia
- Lesbians In Tight Shorts (1991)
- MH Home Video 185: Sunset Solo (1991)
- Mona Lisa (1991)
- Mr. Peepers' Amateur Home Videos 25: Rollin' N' Reamin' (1991)
- Mr. Peepers' Amateur Home Videos 29: Going Down Payment (1991)
- Mr. Peepers' Nastiest 6 (1991)
- My Secret Desires (1991)
- Neighborhood Watch 7 (1991)
- Adventures In Paradise (1992)
- Amateur Hours 61 (1992)
- Amateur Hours 68 (1992)
- Amateur Orgies Series 12 (1992)
- Amateur Orgies Series 13 (1992)
- Amateur Orgies Series 16 (1992)
- Amateur Orgies Series 7 (1992)
- Amateur Orgies Series 8 (1992)
- Anal Avenue (1992)
- Beach Bum Amateurs 14 (1992)
- Beach Bum Amateurs 16 (1992)
- Bone Therapy (1992)
- Bubble Butts 16 (1992)
- Buttwoman 2 Behind Bars (1992)
- Chameleons (1992)
- Club Midnight (1992)
- Confessions (1992)
- Frenzy (1992)
- Gang Bang Fury 1 (1992)
- Gang Bang Pussycat (1992)
- Gang Bang Thrills (1992)
- Hidden Obsessions (1992)
- Hillary Vamp's Private Collection 9 (1992)
- Hollywood Teasers 1 (1992)
- If Looks Could Kill (1992)
- Leena (1992)
- Looks Like A Million (1992)
- Maiden Heaven 1 (1992)
- MH Apple Asses 9 (1992)
- MH Home Video 194: Sunset Thomas, Very Pregnant (1992)
- MH Home Video 215: Lesbian Sluts 8 (1992)
- Mix Up (1992)
- Muffy The Vampire Layer (1992)
- Nookie Court (1992)
- Odyssey Group Volume 221 (1992)
- Opposite Attraction (1992)
- Quibbling Rivalry (1992)
- Raunchy Ron Presents America's Dirtiest Home Videos 4 (1992)
- Raunchy Ron Presents America's Dirtiest Home Videos 7 (1992)
- Ready To Drop 2 (1992)
- Red Beaver Bonanza (1992)
- Ultimate Orgy 2 (1992)
- Ultimate Orgy 3 (1992)
- 9 1/2 Days 1 (1993)
- Amateur Lesbians 40 (1993)
- Anal Ski Vacation (1993)
- Asian Invasion (1993)
- Backing In 4 (1993)
- Bare Market (1993)
- Best of Bloopers (1993)
- Best of Teri Weigel 2 (1993)
- Black Orchid (1993)
- Blowjob Baby (1993)
- Cajun Heat (1993)
- Cinderella Society (1993)
- Club DV8 1 (1993)
- Club DV8 2 (1993)
- Debbie Does Dallas Again (1993)
- Deep Inside Dirty Debutantes 1 (1993)
- Deep Throat 6 (1993)
- Delicious (1993)
- Dick and Jane Go to Hollywood 1 (1993)
- Double D Dykes 6 (1993)
- Ebony Humpers 3 (new) (1993)
- Flashback (1993)
- Hollywood Studs (1993)
- Inferno 1 (1993)
- Inferno 2 (1993)
- Jezebel 1 (1993)
- Jezebel 2 (1993)
- Last Good Sex (1993)
- Les Femmes Erotique (1993)
- Love Doctor (1993)
- Love Letters (II) (1993)
- MH Home Video 232: Sunset Special (1993)
- MH Home Video 234: Lesbian Sluts 13 (1993)
- Mistress (II) (1993)
- Native Tongue (1993)
- Nobody's Looking (1993)
- Our Bang 10 (1993)
- Raunch 6 (1993)
- Raunchy Ron Presents America's Dirtiest Home Videos 14 (1993)
- Real Estate Exchange (1993)
- Savannah's Last Stand (1993)
- Sensual Solos 1 (1993)
- Sunset Solo (1993)
- Tempest (1993)
- Teri's Fantasies (1993)
- Thee Bush League 10 (1993)
- Thee Bush League: Best of Oral 1 (1993)
- Vibrator (1993)
- Wet Memories (1993)
- Wet Weekend in Las Vegas (1993)
- Working Girl (1993)
- Beaver Hunt Video 6 (1994)
- Diane Fowler (1994)
- Dirty Doc's Lesbi' Friends 17 (1994)
- Double Penetration Virgins 1 (1994)
- Gypsy Queen (1994)
- Inner Pink 3 (1994)
- Lesbian Workout 1 (1994)
- Love Letters 2 (1994)
- Misty's First Whipping (1994)
- Pajama Party X 3 (1994)
- Pink Lady Detective Agency: Case of the Twisted Sister (1994)
- Sex 1 (1994)
- Silky Thighs (1994)
- Special Delivery (1994)
- Sunset's Big Bang (1994)
- Taboo 11 (1994)
- Undercover Lover (1994)
- Welcome to Bondage Starlets 2 (1994)
- Welcome to Bondage Sunset Thomas (1994)
- Adult Video News Awards 1995 (1995)
- Babenet (1995)
- Bachelorette Party 2 (1995)
- Dick and Jane The Best of the Stars (1995)
- Dirty Bob's Xcellent Adventures 18 (1995)
- Dirty Bob's Xcellent Adventures 19 (1995)
- Dirty Bob's Xcellent Adventures 20 (1995)
- Latex (1995)
- MH Home Video: Cum Cocktails 2 (1995)
- Oh! Zone (1995)
- Sex 2 Fate (1995)
- Star Crossed (1995)
- Sunset Rides Again (1995)
- Temptation (1995)
- Unbridled (1995)
- Adult Video News Awards 1996 (1996)
- Animal Instinct (1996)
- Cyberanal (1996)
- Double Decadence (1996)
- Lulu's Nights (1996)
- N.Y. Video Magazine 9 (1996)
- Once In A Lifetime (1996)
- Shock: Latex 2 (1996)
- Sunset in Paradise (1996)
- Sunset Strips (1996)
- Sunset's Anal and DP Gangbang (1996)
- Torero (1996)
- Triple X 9 (1996)
- Way They Wuz (1996)
- Burning Love (1997)
- Buxom Beauties of the Atlantic Seaboard (1997)
- Caribbean Sunset (1997)
- Convention Cuties (1997)
- Diva 3: Pure Pink (1997)
- Misty Cam's International Sex Tour 1 (1997)
- Misty Cam's International Sex Tour 2 (1997)
- New Wave Hookers 5 (1997)
- Nurse Fantasies (1997)
- Philmore Butts Taking Care Of Business (1997)
- Superstars of Porn 10: Sunset Thomas, Superstar Slut Puppy (1997)
- Triple X 25 (1997)
- Divine Rapture (1998)
- Lust And Lies (1998)
- Maxed Out 9 (1998)
- Sexual Species (1998)
- Sunset, Inc. (1998)
- White Rabbit (1998)
- Amateur Extravaganza 68 (1999)
- Diva Girls (1999)
- Lovin' Spoonfuls 22: Best of Deep Inside Dirty Debutantes (1999)
- Max World 19: Cities On Flame (1999)
- Max World 20: That's All Folks (1999)
- Maxed Out 18 (1999)
- More Of What Men Want (1999)
- What Men Want (1999)
- Adventures of Sunset (2000)
- Fascination (2000)
- Las Vegas Revue 2000 (2000)
- Planet Max 1 (2000)
- Sundown (2000)
- Wild Honey 1 (2000)
- Wild Honey 2 (2000)
- Wild Honey 3 (2000)
- Dungeon Daydreams (2001)
- Inner Vision (II) (2001)
- Adult Video News Awards 2002 (2002)
- Young Buns 1 (2002)
- 10 Magnificent Blondes (2003)
- Adult Video News Awards 2003 (2003)
- Cafe Flesh 3 (2003)
- Catsnatch (2003)
- Dawn of the Debutantes 1 (2003)
- Deep Inside Sunset Thomas (2003)
- Gang Bang Sluts (2003)
- Goin Down at the Bunny Ranch (2003)
- Naked Hollywood 18: Real Life (2003)
- Private Castings X 49 (2003)
- Sex and the Studio 2 (2003)
- Sopornos 5 (2003)
- Sopornos 6 (2003)
- Truckstop Trixie (2003)
- Misty Beethoven: The Musical (2004)
- Virtual Pleasure Ranch (2004)
- Only the Best of Ron Jeremy (2005)
- Sodomia (2005)
- Sucking the Big One (2005)
- Private Fantasies 4 (2006)
- Dude, I Banged Your Mother 1 (2009)
- Into the Sunset (2009)
- Pawn Stars XXX (2011)